# Charbel Makhlouf
Pour les articles homonymes, voir Charbel et Makhlouf.
Charbel Makhlouf, né Youssef Antoun Makhlouf à Biqa' kafrâ (Nord du Liban) le 8 mai 1828, et mort à Annaya le 24 décembre 1898, est un prêtre et moine-ermite libanais de l'Église maronite. 
Originaire du cœur historique de la montagne maronite, Charbel Makhlouf passe son enfance dans le village de Biqa' kafrâ, le plus haut du Liban, à 1 600 mètres d'altitude, dans la Vallée sainte. Il prononce ses vœux religieux au sein de l'Ordre libanais maronite. Depuis sa mort, il est considéré comme un saint thaumaturge, dont le tombeau, situé dans le monastère de Saint-Maron, est devenu un lieu de pèlerinage. 
Béatifié en 1965 puis canonisé en 1977 par le pape Paul VI, il est officiellement le saint patron du Liban.

## Biographie
Fils d'Antoun Zaarour Makhlouf et de Birgita Chidiac, humbles paysans maronites (chrétiens catholiques d'Orient), le jeune Youssef naît dans la maison de son grand-père maternel. Il est le cadet d’une famille de cinq enfants et reçoit, avec ses deux frères et ses deux sœurs, une éducation très pieuse, qui lui donne dès l'enfance un goût prononcé pour la prière qui sera la caractéristique la plus marquante de sa vie de moine et d'ermite. Dans un Liban sous occupation turque, son père, laboureur, vivant de la culture, meurt après avoir accompli un travail obligatoire pour l’armée turque, le 8 août 1831, alors que le jeune Youssef n'a que quatre ans. Après deux ans de veuvage, sa mère se remarie avec Lahoud Ibrahim, qui devient peu après prêtre et curé de la paroisse du village. 
Encore enfant, il paît chaque jour quelques brebis que son père avait laissées ; pendant que les bêtes se reposent, on raconte qu’il s'agenouille longuement dans une petite grotte, transformée en oratoire, et prie devant une image de la Vierge Marie qui ne le quitte jamais. Cette grotte devient en quelque sorte son premier ermitage. À la suite de ses deux oncles ermites, qui se retirent au monastère de Saint-Antoine de Qozhaya, il aspire de plus en plus à la vie érémitique.
En 1851, âgé de 23 ans, soit répondant à un appel surnaturel soit craignant l’opposition de sa mère et de son oncle, il quitte soudain la maison familiale durant la nuit, sans prévenir personne, sans dire adieu à sa mère, sort de son village et se rend à pied au monastère de Notre-Dame de Mayfouk. Ayant bientôt appris qu'il s'y était reclus, des membres de sa famille, accompagnant sa mère, arrivent pour le voir et lui poser des questions. Malgré les instances du père abbé l'invitant à les rencontrer, il se tait et ne leur ouvre pas la porte de sa cellule. À sa mère, qui le supplie d'ouvrir, pour qu'elle puisse le voir et l'embrasser une fois encore, il répond, à travers la porte close : « Ma mère… Nous nous reverrons et nous nous embrasserons au Ciel ».
Il passe au monastère de Mayfouk sa première année monastique. En 1852, ses supérieurs l'envoient au monastère Saint-Maron, à Annaya (mont Liban), où il entre dans l'Ordre libanais maronite sous le nom de Charbel, l'un des premiers martyrs de l'Église d'Antioche du IIe siècle. Le 1er novembre 1853, il prononce ses vœux définitifs dans ce même monastère. Il complète ses études théologiques au monastère des Saints Kibrianos (Saint-Cyprien)-et-Justine à Kfifane (région de Batroun).
Charbel est ordonné prêtre à Bkerké, le siège des patriarches maronites, le 23 juillet 1859. Il retourne aussitôt après au monastère Saint-Maron d'Annaya, où il vivra dans la prière et la réclusion volontaire pendant 16 ans. Le 15 février 1875, aspirant à une vie érémitique toujours plus intense, il rejoint, avec la permission de ses supérieurs, le petit ermitage isolé des Saints-Pierre-et-Paul, qui néanmoins fait partie du monastère. Là, dans le silence et l'obéissance parfaite à l'Église, le Père Charbel vit humblement et pratique chaque jour plus profondément toutes les vertus chrétiennes, partageant son temps entre l'adoration du Saint-Sacrement, d'humbles travaux manuels et la prière du rosaire quasi perpétuelle. Une des sources essentielles de sa spiritualité était L'Imitation de Jésus-Christ. Le cœur entièrement consacré à l'amour du Christ, isolé du monde, il vivait dans l'ascèse, la pauvreté et les mortifications, pour le salut de tous. 
Le cœur de sa journée était la célébration de l'Eucharistie, à laquelle il se préparait chaque matin avec ferveur et qu'il vivait intensément. Sur l'instance de ses supérieurs, il acceptait d'accueillir parfois des fidèles qui venaient le voir dans son ermitage et qui lui demandaient des conseils spirituels. Il formulait toujours ces conseils de manière brève, avec de très simples paroles qui touchaient immédiatement l'âme de son interlocuteur. Il aurait été, semble-t-il, un confesseur recherché, capable de lire dans le cœur des pénitents. Il quitta très rarement son ermitage pour venir au monastère, et le faisait en obéissance à ses supérieurs. Toute sa vie et toute sa personne étaient comme immergées en Dieu. Il vécut ainsi une vie érémitique faite de dévotion, d’ascèse et de mortification durant 23 ans. 
Le 16 décembre 1898, alors qu'il récitait la prière liturgique « Père de Vérité » au cours de sa messe matinale, assisté d'un acolyte, le père Charbel est frappé de paralysie. Alité dans son ermitage, il entre dans une agonie qui allait durer huit jours, pendant laquelle il ne cessa de répéter cette unique parole de prière liturgique : « Père de Vérité, voici votre Fils… ». Il meurt le 24 décembre, à 17 heures, durant la vigile de Noël,. À sa mort, son supérieur consigna ce commentaire sur un registre : « Fidèle à ses vœux, d’une obéissance exemplaire, sa conduite fut plus angélique qu’humaine. »

## Phénomènes autour de sa tombe. Premières exhumations
Dès avant sa mise en terre, un moine qui veille le corps du Père Charbel dans la chapelle remarque une lumière qui sort du tabernacle et illumine la dépouille du défunt. Dans les heures qui suivent sa mort, les moines remarquent aussi qu'une exsudation sanguine suinte à la surface de son corps. Après les obsèques qui ont lieu le jour de Noël, il est enterré sans cercueil, à même la terre, selon la tradition de l'ordre monastique auquel il appartient. La nuit du 25 au 26 décembre, quelques heures après sa mise en terre, des clartés inexplicables s’élèvent de sa tombe, marquée d'une simple croix de bois, dans le cimetière des moines attenant au monastère ; des paysans et des soldats turcs, apercevant de loin ces luminosités, viennent s'en enquérir au monastère. Les moines, qui avaient constaté le même étrange phénomène, ne parviennent pas à repérer la source de cette luminosité dans la zone où le Père Charbel venait d'être enterré. 
La rumeur de la sainteté de Charbel se répand ; bientôt une foule, qui ne cessera de grossir dans les jours suivants, viendra prier et se recueillir devant son humble sépulture à laquelle les moines acceptent de donner accès ; on y vient de toutes les localités des environs. Des malades y sont bientôt conduits qui demandent au défunt des grâces d'intercession. Au bout de 45 jours d'expectative et d'hésitations, les autorités ecclésiastiques finissent par ordonner une première exhumation, le 8 février 1899. Une fois nettoyé de la terre, on trouve son corps absolument intact et souple, sans la moindre décomposition. Il est alors relavé, revêtu de vêtements monastiques neufs et placé cette fois dans un cercueil de bois, qu'on transfère à la chapelle du monastère où il est emmuré. 
C'est ce nouveau tombeau qui, à travers le mur, suinte bientôt d’une sorte d’exsudat sanguin. Après quelques semaines, une nouvelle exhumation est autorisée le 15 avril 1899 ; l'ouverture du tombeau a lieu en présence de plusieurs médecins qui constatent qu'un liquide « huileux », ayant une odeur de sang frais, est en train de sourdre des pores du saint moine sur toute la surface de son corps. Cet épanchement au cours des semaines écoulées avait été si abondant que les vêtements monastiques durent être à nouveau changés. On emmure à nouveau le cercueil derrière une paroi maçonnée sans interstices, où il continua à exsuder jusqu’en 1927.

## Les trois exhumations ordonnées par Rome

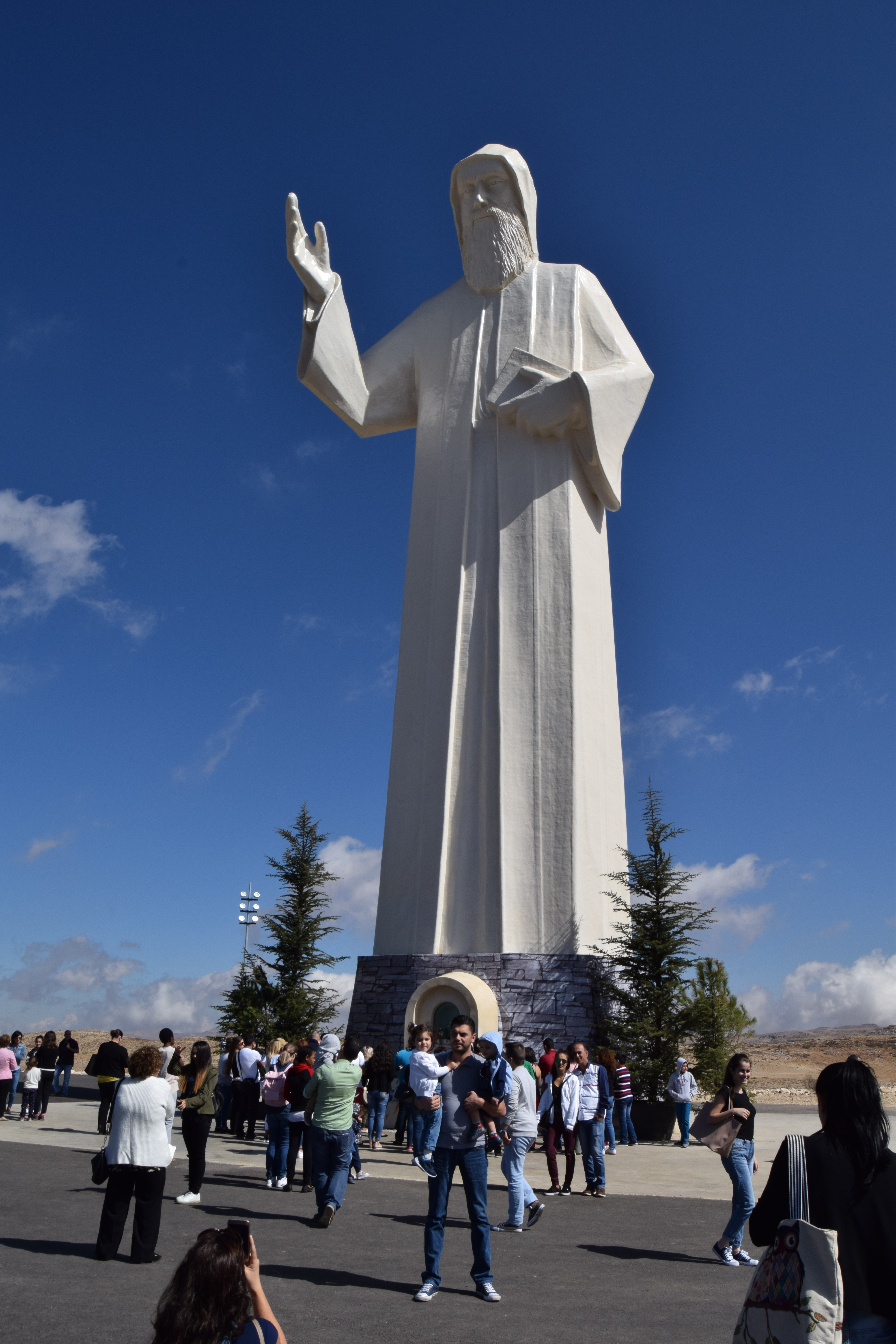
Statue de saint Charbel Makhlouf à Faraya, Liban.

Vingt-huit ans plus tard, en 1927, le pape Pie XI ordonne une première exhumation officielle, pour une nouvelle expertise médicale. Le même phénomène d'épanchement est de nouveau constaté. Le corps fut cette fois placé dans un cercueil de bois de cèdre doublé d'un cercueil de zinc. Le rapport d'examen médical, établi par le professeur Armand Jouffroy, de la Faculté française de médecine de Beyrouth, secondé par le docteur Balthazar Malkonian, est scellé dans un tube métallique et déposé aux pieds du saint. 
Le cercueil est cette fois surélevé et penché de manière oblique afin que l'exsudat coule vers les pieds. Puis il est de nouveau emmuré dans la chapelle du monastère avec des pierres épaisses, non poreuses, jointoyées au ciment, et le maître maçon se porte garant de l’étanchéité de cette nouvelle cloison. À la suite de cette première exhumation, et en conclusion d'une première cause introduite près le Saint-Siège, le pape Pie XI déclare Charbel Makhlouf vénérable serviteur de Dieu et autorise l'ouverture de son procès de béatification.
Vingt-trois ans plus tard encore, le 25 février 1950, le suintement rosâtre se reproduit de nouveau hors du tombeau, cette fois au pied du mur de cloison. Après un délai, le pape Pie XII autorise une nouvelle exhumation. Elle a lieu en présence du supérieur de l’Ordre libanais maronite, des moines du couvent, d'autres autorités ecclésiastiques, du docteur Chekri Bellan, directeur du Service de Santé et d’Assistance près le gouvernement libanais, du docteur Théophile Maroun, professeur d’Anatomie pathologique à la Faculté française de médecine de Beyrouth, de Joseph Hitti, député du Mont-Liban, et de diverses autorités civiles et militaires. 
Le suintement rosâtre est attesté de nature physiologique ; il emplit le fond du cercueil de cèdre sur une épaisseur de 8 centimètres. Le corps de Charbel Makhlouf était toujours identiquement intact, sa chair toujours parfaitement souple, aucunement dégradée, et le rapport d'expertise précise : « Tous les vêtements étaient littéralement imbibés de liquide séreux, et, çà et là, tachés de sang, spécialement l’aube. Le liquide, répandu sur tout le corps, s’était coagulé, comme solidifié par endroits. Cependant, le corps conservait toute sa souplesse, et on pouvait plier bras et jambes ».
À la surprise générale, tous les témoins présents auraient constaté que le voile dont on avait recouvert le visage et les mains de Charbel Makhlouf, lors de la première exhumation officielle, portait l’empreinte de ceux-ci, à la manière du Linceul de Turin. Par contre, le tube métallique renfermant l'expertise de 1927 était très corrodé[réf. nécessaire].
Le 4 août 1950, par autorisation du pape Pie XII, on expose solennellement le corps de Charbel Makhlouf, dans un cercueil de verre, au cours d’une cérémonie religieuse qui attire des foules énormes, tant chrétiennes que musulmanes du Liban et des pays arabes voisins. Le patriarche maronite la préside ainsi que les différents patriarches catholiques orientaux, chefs d'Église. Puis le corps est de nouveau remis au tombeau et emmuré. 
C’est à partir de cette date que des registres officiels commencent à tenir le compte des miracles, tant corporels que spirituels, qui se produisent devant le corps ou la tombe de Charbel Makhlouf. Leur liste est innombrable, mais seules trois guérisons miraculeuses ont été attestées et sont donc reconnues par l'Église catholique (les autorités médicales doivent au préalable déclarer officiellement ne pouvoir les expliquer en l'état actuel des connaissances scientifiques). Ils permettront par la suite l'aboutissement des deux procès romains de béatification puis de canonisation, en 1965 et en 1977.
Le procès de béatification progressant, le Vatican ordonne une troisième exhumation officielle. Elle a lieu le 7 avril 1952. Le prêtre maronite Joseph Mahfouz témoigne : « Moi-même j’ai touché, personnellement, son corps […] ; on aurait dit qu’il était mort, mais vivant. Qu’un cadavre se conserve, ce n’est pas un phénomène unique. Mais qu’une dépouille mortelle reste souple, tendre, pliante, et qu’elle transpire incessamment, c’est un cas unique… Un Signe ». Les rapports médicaux et les procès-verbaux établis, on emmure de nouveau le corps dans son tombeau. 
Dès lors, des lettres de fidèles du monde entier et de toutes langues affluent à Annaya. Le monastère en recevra 41 530 entre 1950 et 1957. Toutes témoignent de détresses, morales ou physiques, et d'espérance. Beaucoup réclament des reliques de Makhlouf de Dieu, et certains correspondants envoient des linges, à leur renvoyer après les avoir mis en contact avec l'exsudat qui ne cesse de suinter de son corps.

## Le procès de béatification (1965)
Au terme d'un procès de béatification d'une durée de presque quarante ans, Charbel Makhlouf est béatifié le 5 décembre 1965 par le pape Paul VI en la Basilique Saint-Pierre de Rome, en présence de nombreux Pères du Concile Vatican II que le Pape allait clore trois jours plus tard, le 8 décembre. Le procès de béatification, parmi de nombreux miracles attestés, s'appuya sur deux en particulier :
- Guérison complète, instantanée et définitive, devant la tombeau du Vénérable Charbel, en 1950, de la sœur Marie-Abel Kamari (Congrégation des Sœurs des Saints-Cœurs), âgée de 30 ans, atteinte d’une ulcération chronique généralisée de la peau depuis 14 ans[12].
- Guérison complète, instantanée et définitive, devant la tombeau du Vénérable Charbel, en 1950, d'Iskandar Obeid, forgeron libanais de la ville de Baabdat, aveugle de l’œil gauche par suite d’un déchirement irréversible de la rétine[13].

## Le procès de canonisation (1977)
Au terme d'un nouveau procès de canonisation, d'une durée de douze ans, le Bienheureux Charbel est solennellement canonisé le 9 octobre 1977 par le pape Paul VI en la Basilique Saint-Pierre de Rome. À cette époque, l’Église catholique redécouvre les saints du désert des premiers siècles, on envisage même un renouveau de l’érémitisme, et le bienheureux Charbel est identifié à ce modèle de sainteté orientale. Cette fois, le procès de canonisation se contenta de retenir un seul parmi les miracles attestés :
- Guérison complète, instantanée et définitive, devant le tombeau du Bienheureux Charbel, en 1966, de Mariam Assaf Awad, de la ville de Hammana, au Liban, âgée de 68 ans, souffrant d’un cancer incurable de la gorge (carcinome épidermoïde indifférencié), en détresse respiratoire aggravée, maintenue en vie par perfusion continuelle de sérum, ne pouvant plus se nourrir car souffrant de douleurs atroces à chaque déglutition. En décembre 1966, à la suite d’un pèlerinage au tombeau du saint, elle fut instantanément et totalement guérie.

Charbel Makhlouf est le premier oriental canonisé par un pape depuis Alexandre III en 1170. Il est liturgiquement commémoré dans l'Église catholique le 24 juillet, et l'Église du Liban le célèbre également le 24 décembre, jour de sa mort.

## Le sanctuaire de saint Charbel et le village d'Annaya aujourd'hui

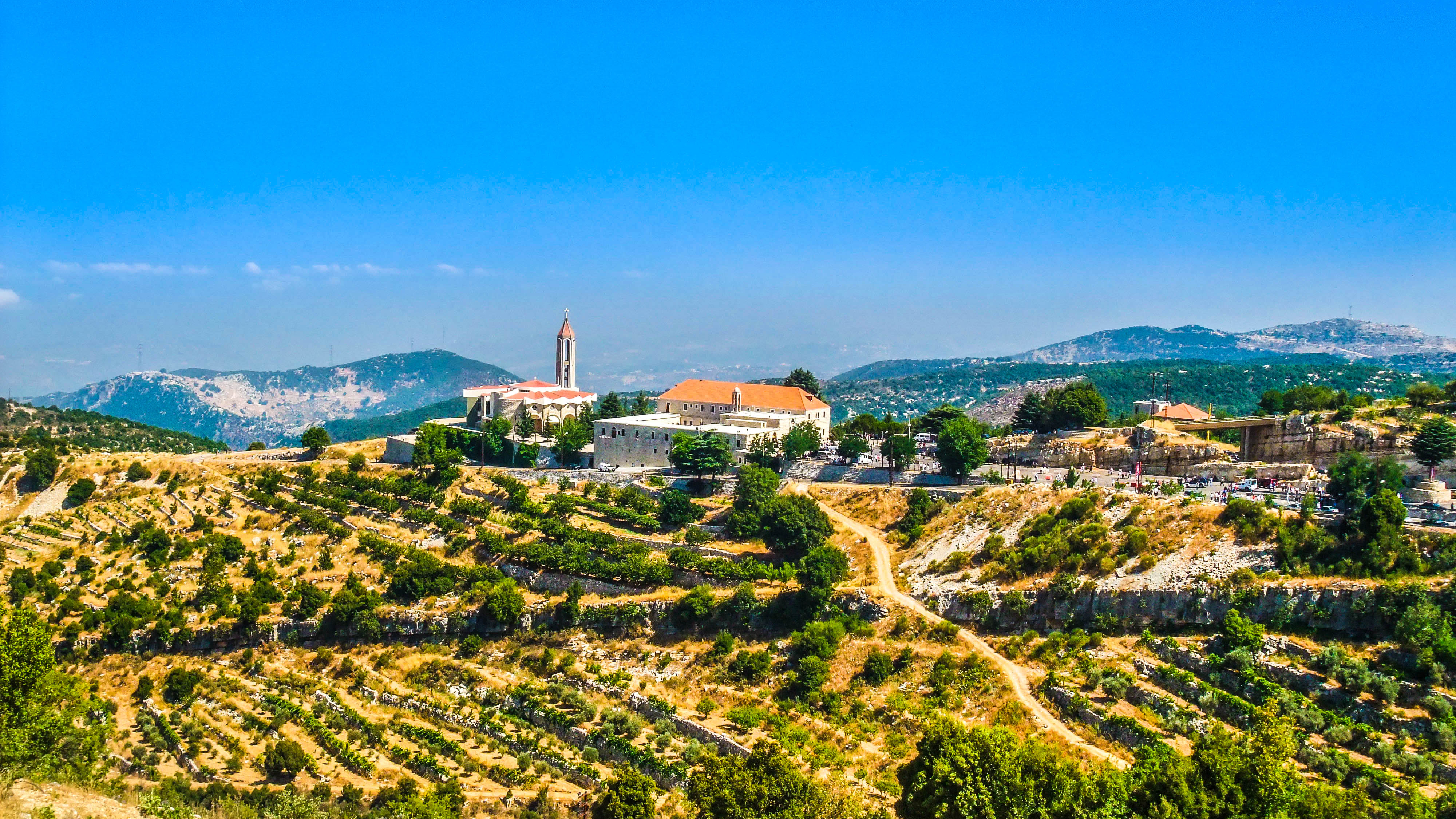
Monastère Saint-Maron, sanctuaire de saint Charbel, Annaya, Liban.

Autrefois isolé dans la haute montagne libanaise, le monastère d'Annaya est dès lors desservi par de larges routes. Devant l'esplanade de la nouvelle et vaste église d'architecture circulaire dont les vitraux relatent la vie de Charbel Makhlouf et où sa dépouille mortelle a été transférée, les pèlerins et les malades affluent, de toutes origines et de toutes religions, les infrastructures s'y étant multipliées pour assurer leur accueil. 
Malgré cela, les moines réussissent à préserver la paix autour de leur couvent, de sa vieille chapelle et du petit ermitage de Charbel Makhlouf, aujourd'hui un sanctuaire, où le saint ermite a vécu reclus jusqu'à sa mort. Nuit et jour, on y amène des infirmes, des cas incurables pour la médecine de chaque époque, et le nombre de béquilles et d'autres accessoires paramédicaux, par dizaines suspendus aux murs, ne cessent d'augmenter, ainsi que les ex-votos de reconnaissance à Dieu et à l'intercession du saint moine.
Les moines maronites auxquels fut confiée l'Abbaye de Bois-Seigneur-Isaac en Belgique, y ont introduit des reliques de saint Charbel.
Le 22 de chaque mois, Annaya témoigne la commémoration du miracle de la guérison de Nouhad Chami qui remonte au 22 janvier 1993. Cet évènement rassemble des foules pour prier le rosaire au cours d’une marche depuis l’ermitage jusqu’au monastère.

## Autres sanctuaires
Plusieurs sanctuaires ont été élevés en hommage à Charbel Makhlouf, dont La Terre Saint-Charbel à Sainte-Julienne au Canada[réf. nécessaire].

#### Vatican
- Béatification du moine maronite Charbel Makhlouf (5 décembre 1965), Paul VI - Vatican
- Canonisation de l'ermite libanais Charbel Makhlouf (9 octobre 1977), Paul VI - Vatican
- Saint Charbel Makhlouf - Infos sur le saint du jour, Vatican News